# Wolf 1069 b
Wolf 1069 b è un pianeta extrasolare orbitante nella cosiddetta zona abitabile della stella Wolf 1069, una nana rossa di classe M5V distante 31,2 anni luce dal sistema solare nella costellazione del Cigno. Al tempo della scoperta, è il sesto pianeta terrestre più vicino alla Terra situato nella zona abitabile conservativa della propria stella, dopo Proxima Centauri b, Gliese 1061 d, Teegarden c e i due pianeti di Gliese 1002 (b e c).

## Stella
Wolf 1069, o Gliese 1253, è una delle tante piccole nane rosse che popolano l'universo, di tipo spettrale M5V e magnitudine 14,3, ha una massa del 17% e un raggio del 18% di quelli del Sole. È paragonabile ad esempio alla Stella di Barnard, con la quale condivide anche un'età superiore a quella del Sole; nonostante faccia parte del disco sottile della Via Lattea, che normalmente contiene stelle più giovani, la bassa attività stellare e il lungo periodo di rotazione (150-170 giorni) indicano un'età superiore ai 7 miliardi di anni. La temperatura superficiale è di circa 3150 K, la sua luminosità è solamente lo 0,3% di quella del Sole, mentre l'abbondanza degli elementi più pesanti dell'elio, in astronomia chiamata metallicità, è leggermente superiore a quella del Sole.
La zona abitabile conservativa, entro la quale un pianeta è potenzialmente abitabile per la maggior parte della vita di una stella in sequenza principale, è compresa tra 0,056 e 0,111 UA da essa.

## Caratteristiche
Il pianeta è stato scoperto tramite il metodo della velocità radiale con osservazioni compiute con lo spettrografo CARMENES montato al telescopio dell'Osservatorio di Calar Alto, in Spagna. Ruota attorno alla stella in 15,56 giorni, a una distanza media di 0,067 UA, che corrispondono a circa 10 milioni di chilometri e con una massa del 26% superiore a quella terrestre si tratta certamente di un pianeta terrestre.
Il pianeta è stato scoperto col metodo della velocità radiale, di conseguenza il raggio non è noto con precisione; se avesse una composizione chimica simile a quella terrestre sarebbe di 1,08 r⊕. Per misurare il raggio con maggior precisione sarebbe necessario osservare un transito del pianeta davanti alla stella, tuttavia ciò è possibile solo se il piano orbitale del pianeta è allineato al punto di vista da Terra. Nonostante le basse probabilità di successo (<1,2%) si è tentata l'osservazione di un transito tramite il telescopio spaziale TESS, l'unico strumento all'inizio degli anni 2020 in grado di rilevare il passaggio di un pianeta così piccolo davanti alla stella, ma nessun transito è stato osservato.

## Abitabilità
Essendo la stella madre molto meno luminosa del Sole, alla distanza alla quale si trova il pianeta è situato all'interno della zona abitabile conservativa, dove potrebbero esistere le condizioni per sostenere acqua liquida sulla superficie, indispensabile per la presenza della vita così come noi la conosciamo. 
Il pianeta riceve il 65% della radiazione che riceve la Terra dal Sole, tuttavia come solitamente succede coi pianeti in orbita a nane rosse, la vicinanza alla stella madre li costringe alla rotazione sincrona, con un emisfero perennemente illuminato e l'altro nel buio perenne. La sua temperatura di equilibrio è di 250 K considerando un'albedo pari a zero, mentre con un'albedo simile a quella terrestre (0,3) è di circa 230 K. La temperatura di equilibrio tuttavia non tiene conto dell'effetto serra generato da un'atmosfera, in grado di trattenere il calore e aumentare la temperatura superficiale di un pianeta, così come avviene per la Terra.